# Амбель (Франция)
Амбель (фр. Ambel) — коммуна во Франции, находится в регионе Рона — Альпы. Департамент коммуны — Изер. Входит в состав кантона Матезин-Триев. Округ коммуны — Гренобль.
Код INSEE — 38008. Население коммуны на 1999 год составляло 22 человека. Населённый пункт находится на высоте от 735 до 1596 метров над уровнем моря. Муниципалитет расположен на расстоянии около 530 км юго-восточнее Парижа, 140 км юго-восточнее Лиона, 50 км южнее Гренобля. Мэр коммуны — Jean-Claude Abert, мандат действовал на протяжении 2001—2008 годов.
Динамика населения (INSEE):